# 阿爾科納縣
阿爾科納縣（英語：Alcona County）是美国密西根下半島東北部的一個縣，位於休伦湖西岸，面積4,637平方公里。根據2020年美國人口普查，共有人口10,167人。縣治哈里斯維爾（Harrisville）。該縣成立於1840年4月1日，縣名是印第安語言「美麗的平原」的意思。